# 美濃白川楽集館
美濃白川楽集館（みのしらかわがくしゅうかん）は、岐阜県加茂郡白川町にある公共施設（図書館・資料館）である。

## 概要
白川町の文化的、歴史的史料等を展示及び保存する施設である。図書館法による図書館を設置している。一般社団法人美濃白川楽集館が管理運営する。資料室は岐阜県まちかど美術館・博物館に登録されている。

## 歴史
2003年（平成15年）4月23日開館。建物は1974年（昭和49年）竣工の旧・白川町農業協同組合農協会館（現・JAめぐみの美濃白川支店）の2・3階である。このフロアーを白川町が買収している。2階が図書館、3階が資料室である。1階はJAめぐみの美濃白川支店であるため、美濃白川楽集館の玄関は2階に設置されている。

## 施設概要

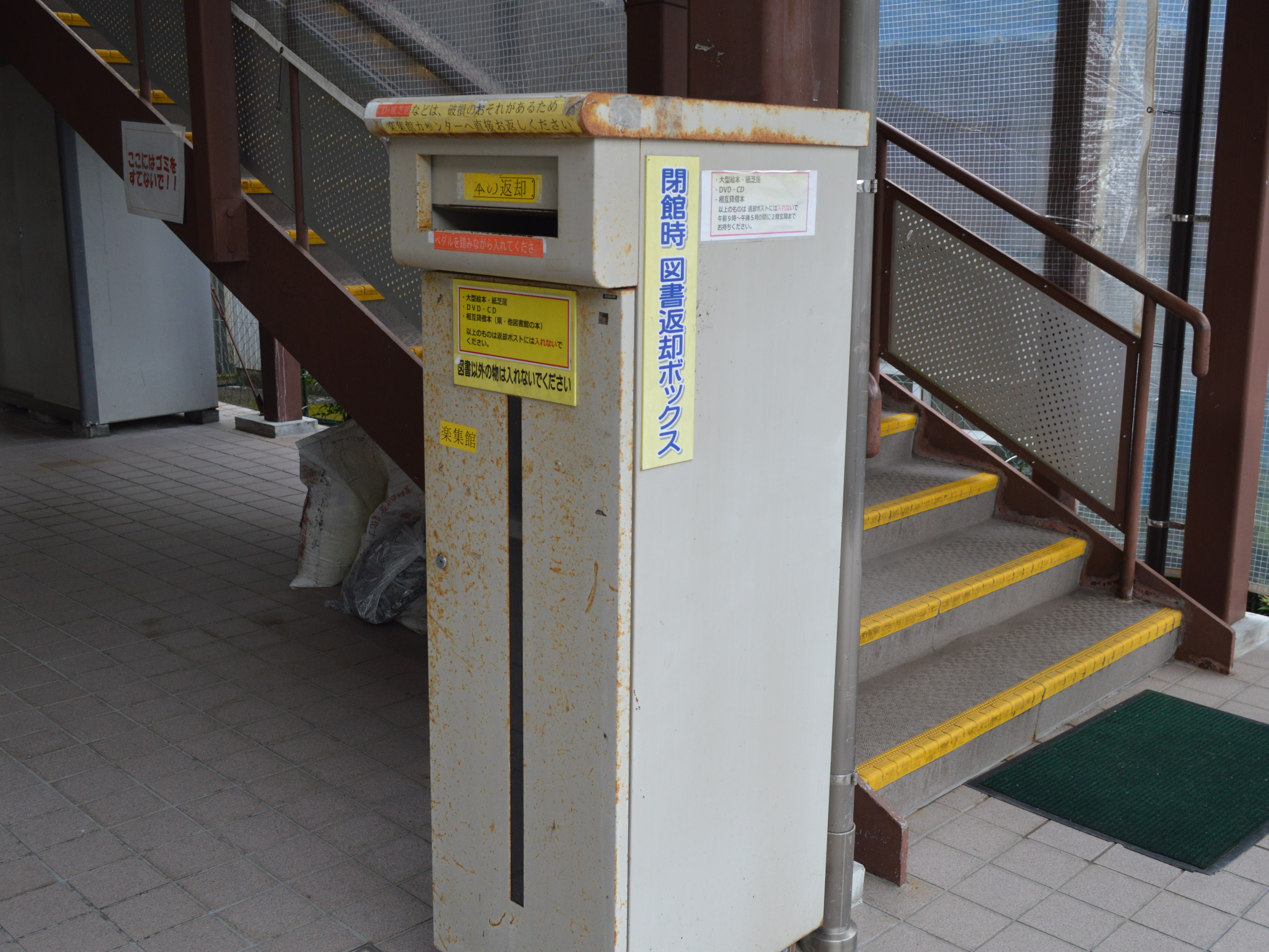
図書返却ポスト

### 2階
図書館（白川町立図書館）
蔵書数は令和2年度で60,467冊
- おはなしのへや
- じどうしょコーナー
- 視聴覚コーナ
- 学習閲覧室
- 一般書コーナー

### 3階
会議室
企画展示室
常設展示室
- 藤井丙午コーナー

藤井丙午（白川町黒川出身）の書籍、賞状などを展示
- 岡本一平コーナー

岡本一平（太平洋戦争末期に白川町中川に疎開）の書画、色紙などを展示
- 尾崎秀樹コーナー

尾崎秀樹（父の尾崎秀真は白川町河岐出身）の遺品などを展示
- 今井誉次郎コーナー

今井誉次郎（白川町切井出身）の書籍などを展示
- 明治維新史資料室

白川町三川の笹平高原にあった白川町明治維新史料館（1980年開館、2003年廃止）の資料を移設した施設
明治維新史資料（民芸品・遺墨・版画・書籍・地図・写真など）を所蔵展示

## 利用案内
- 住所：岐阜県加茂郡白川町河岐1728
- 利用時間：
  - 図書館：9:00 - 19:00（平日）、9:00 - 18:00（土日祝日）[10]
  - 展示室：9:00 - 17:00[10]
- 休館日：
  - 図書館：毎月第2月曜日（この日が休日の場合はその翌日）、年末年始（12月29日 - 1月3日）[10]
  - 展示室：平日、年末年始（12月29日 - 1月3日）[10]

## 交通アクセス
- 高山本線白川口駅下車、徒歩約12分。

## 周辺
- 白川町町民会館
- 白川町立白川中学校
- 東濃信用金庫白川支店
- JAめぐみの美濃白川支店（美濃白川楽集館の建物の1階）

## その他
- 図書館の分室として、白川北地区公民館図書室、蘇原地区公民館図書室、黒川地区公民館図書室、佐見地区公民館図書室がある。